# Chrysozephyrus sandersi
Chrysozephyrus sandersi är en fjärilsart som beskrevs av Francis Gard Howarth 1957. Chrysozephyrus sandersi ingår i släktet Chrysozephyrus och familjen juvelvingar. Inga underarter finns listade i Catalogue of Life.